# Saphanodes juheli
Saphanodes juheli är en skalbaggsart som beskrevs av Karl Adlbauer 2007. Saphanodes juheli ingår i släktet Saphanodes och familjen långhorningar.
Artens utbredningsområde är Malawi. Inga underarter finns listade i Catalogue of Life.